# Пулегон
Пулегон (p-мент-4(8)-ен-3-он; дельта-4(8)-p-ментен-3-он; (R)-5-метил-2-(1-метилэтилдиен)циклогексанон) — органическое соединение, природный компонент эфирных масел, может быть получен синтетически. Как производное 2-изопропил-5-метил-3-циклогексана, пулегон содержит 3-ментил-карбоновый скелет.

## Свойства
Пулегон — бесцветная ароматная жидкость с запахом одного из видов мяты. Растворим в этаноле, эфирных маслах и органических растворителях.
Быстро окисляется на воздухе; при действии перманганата калия распадается на ацетон и β-метиладипиновую кислоту.
При восстановлении в мягких условиях пулегон превращается в пулегол с примесью ментона. При восстановлении натрием пулегон переходит в ментол.
При действии гидроксиламина пулегон изомеризуется в изопулегон.

## Нахождение в природе
Пулегон — распространённый компонент эфирных масел (например, в растениях вида непета (Nepeta cataria), во многих видах мяты — мята перечная (Mentha piperita), мята болотная — Mentha pulegium (pennyroyal) и др.)

## Применение
Пулегон используют в ароматизаторах, в парфюмерии, в ароматерапии (как компонент эфирных масел), а также для получения ментола.